# Jørn Simmenæs
Jørn Simmenæs var en dansk fodboldspiller i Horsens forenede Sportsklubber 1966-1990. Han spillede i Vejle Boldklub i 1983 sammen med Allan Simonsen. Han scorede 51 mål for HFS i 269 kampe og 1 mål for Vejle Boldklub i 15 kampe. Kåret til Årets Jyske Serie Fodboldtræner i 1992 efter flere oprykninger med Stensballe IK. Har også været træner i Hornsyld IF. Fire gange dansk mester med HFS +40.
 Der er for få eller ingen kildehenvisninger i denne artikel, hvilket er et problem. Du kan hjælpe ved at angive troværdige kilder til de påstande, som fremføres i artiklen.